# Кудея
Кудея́ (рос. Кудея) — село у складі Стрітенського району Забайкальського краю, Росія. Входить до складу Фірсовського сільського поселення.

## Населення
Населення — 122 особи (2010; 134 у 2002).
Національний склад (станом на 2002 рік):
- росіяни — 99 %